# FK Anzhí Majachkalá
El Anzhí Majachkalá (en ruso: ФК "Анжи" Махачкала), también puede aparecer escrito como Anji Majachkalá, fue un club de fútbol ruso, de la ciudad de Majachkalá en la República constituyente de Rusia, Daguestán. El club fue fundado en 1991, disputaba sus partidos como local en el Anzhi-Arena y competía en la Liga de Fútbol Profesional de Rusia.
El nombre del club proviene de la palabra "Anji" (en cumuco significa "perla"), que es un antiguo nombre Cumuco de la zona que ahora es la ciudad de Majachkalá. Desde la llegada del multimillonario Suleiman Kerimov en 2011, los colores tradicionales del club han pasado a ser el amarillo, color que predomina en el nuevo escudo junto a la bandera de Daguestán. El club ganó mucha popularidad internacional cuando Kerimov contrató a Samuel Eto'o o Roberto Carlos en 2011 y a Guus Hiddink como entrenador en febrero de 2012.

## Historia

### Fundación y primeros años (1991—2011)
Fue fundado en 1991 por el exjugador del Dinamo Majachkalá Magomed-Sultan Magomedov y participó en su primera temporada en la Liga de Daguestán ese mismo año. El equipo se proclamó campeón de liga invicto y ganó 16 de los 20 partidos.
Debido a la disolución de la Unión Soviética, el club entró en la zona 1 de la Segunda División de Rusia (el tercer nivel) en 1992 y terminó en quinto lugar. El club ganó su grupo en 1993, pero debido a la reorganización del sistema de ligas del fútbol ruso no pudo ascender y se mantuvo en la nueva zona occidental de la Segunda División hasta que un segundo puesto en 1996 le garantizó la promoción a la Primera División, bajo la dirección técnica de Eduard Malofeev. Un jugador clave en la historia temprana del Anzhí fue el delantero internacional azerbaiyano Ibragim Gasanbekov, el máximo goleador del equipo en la totalidad de sus primeras siete temporadas. Fue máximo goleador en 1993 (30 goles) y 1996 (33 goles).
En 1999 el Anzhí ganó la Primera División y logró el ascenso a la Liga Premier de Rusia por primera vez en su historia. El equipo caucásico dejó escapar la tercera plaza en la última jornada de la temporada, ya que concedió un penalti en el último minuto ante el Torpedo Moscú, su rival en el tercer lugar. El cuarto lugar final del Anzhí en el año 2000 fue su mejor resultado histórico hasta la temporada 2012/13, donde terminó en la tercera posición. El 20 de junio de 2001, el club jugó en la final de la Copa de Rusia, por primera vez, perdiendo ante el Lokomotiv en los penaltis tras un empate 1-1.
Sin embargo, el Anzhí terminó 15º y descendió de la Liga Premier en 2002, pero durante su primera temporada en la Primera División llegaron a las semifinales de la Copa de Rusia donde perdieron 1-0 ante el Rostov. En su séptima temporada en la Primera División, el Anzhí ganó la liga y regresó a la Liga Premier. El 5 de diciembre de 2010, el defensa Shamil Burziyev murió en un accidente de coche, a la edad de 25 años.

### Llegada de Suleyman Kerimov (2011—2016)

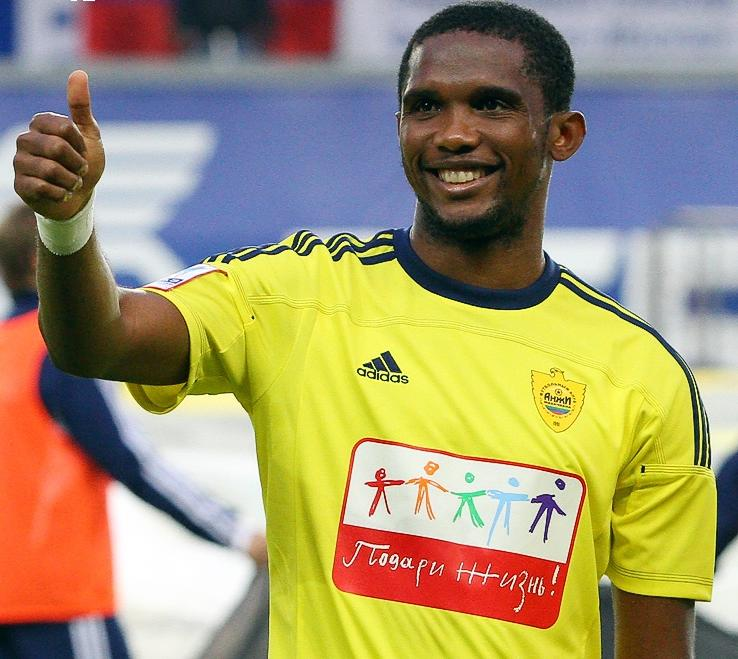
Samuel Eto'o en un partido en septiembre de 2011.

El 18 de enero de 2011 el multimillonario Suleyman Kerimov se hizo con el club y poco después se anunció el fichaje del brasileño Roberto Carlos, el primero de los fichajes de Kerimov. El nuevo dueño del Anzhi planea invertir alrededor de 200 millones de euros en infraestructura para el club, así como un estadio de 40.000 espectadores que reúna las condiciones de la UEFA.
Durante el mercado invernal de 2011, Kerimov fichó —además de Roberto Carlos— a Jucilei da Silva y el marroquí Mbark Boussoufa del Anderlecht, mientras que en el mercado de verano de 2011 fichó del PSV Eindhoven Balázs Dzsudzsák por 14 millones de euros, Yuri Zhirkov del Chelsea y el delantero camerunés Samuel Eto'o, que con el contrato que firmó con el Anzhi pasó a ser el futbolista mejor pagado del mundo con 20 millones de euros al año. A principios del 2012 llega Guus Hiddink para hacerse cargo de la dirección técnica del equipo, firmando un contrato de un año y medio, con este también llegaría el defensa congoleño Christopher Samba proveniente del Blackburn Rovers.
El 30 de enero de 2012, Roberto Carlos anunció sus planes de retirarse al finalizar la temporada. Terminó su carrera futbolística el 9 de marzo y se convirtió en el mánager del Anzhi. El 10 de octubre de 2012, el Anzhi abrió una academia juvenil, la primera en la República de Daguestán con el fin de desarrollar jóvenes talentos y ascenderlos al primer equipo. La academia la maneja el director deportivo del Anzhi, Jelle Goes.
El 29 de junio de 2012, el Anzhí fichó al delantero costamarfileño Lacina Traoré, procedente del Kuban Krasnodar, por unos 18 millones de euros, el fichaje más caro del equipo ruso. El 1 de septiembre de 2012, el Real Madrid, mediante un comunicado en su página web, hizo oficial el traspaso del que fuera internacional francés Lass Diarra al equipo ruso, por una cantidad cercana a los 8 millones de euros. Además, el 1 de febrero de 2013, cuando el Shakhtar Donetsk anunció en su página oficial que su jugador estrella, el brasileño Willian, abandonaba el equipo ucraniano para fichar por el conjunto ruso. Eso sí, después de que este hubiera pagado la friolera de 35 millones de euros, hasta ahora el fichaje más caro de la historia del Anzhi.
Pero la situación cambio dramáticamente al comienzo de la temporada 2013-14. El 22 de julio de 2013, Guus Hiddink renunció a su puesto como entrenador poniendo fin a una estancia de 18 meses en el club. Su asistente recién nombrado, el holandés René Meulensteen, fue promovido a la posición de entrenador. Sin embargo, después de 16 días a cargo del equipo, Meulensteen fue despedido. El 7 de agosto de 2013, Kerimov decidió reducir el presupuesto anual del club a 50-70 millones de dólares, por debajo de la inversión de 180 millones de dólares utilizada en la anterior temporada.
El presidente del Anzhi Konstantin Remchukov sugirió en Twitter que el club planeaba una venta de los jugadores que tenían las fichas más altas. Fiel a su palabra, el 15 de agosto de 2013 los jugadores Yuri Zhirkov, Igor Denisov y Aleksandr Kokorin fueron transferidos al FC Dinamo de Moscú por una suma no revelada. Los tres jugadores fueron comprados los dos años anteriores a un coste superior a 50 millones de euros. Remchukov dijo que la razón de que la medida era el "fuerte deterioro en la salud de Suleiman Kerimov, debido a las preocupaciones acerca de la falta de éxito del club", además de adaptar la situación económica del club a la normativa UEFA referente al Fair Play financiero.
Semanas después fueron anunciadas las ventas de Willian y Samuel Eto'o al Chelsea, el portero Vladimir Gabulov y el defensa Christopher Samba al FC Dinamo de Moscú, los centrocampistas Lassana Diarra y Mbark Boussoufa al Lokomotiv de Moscú, el defensa brasileño João Carlos al Spartak de Moscú y los mediocampistas Mehdi Carcela-González y Oleg Shatov al Standard de Liège y Zenit de San Petersbugo respectivamente. En total y desde que pusiera en venta la plantilla, el Anzhi ingresó 135 millones de euros en ventas, pero solo se reforzó con jugadores libres, jóvenes promesas y futbolistas cedidos. Solo siguieron del equipo que comenzó la Liga Premier 2013-14 Ewerton, Andrey Yeshchenko, Jucilei, Lacina Traoré y Odil Ahmedov. El desmembramiento del equipo continuo en el mercado invernal de la temporada 2013-2014 con la venta de Lacina Traoré al AS Monaco de la Ligue 1 de Francia y Jucilei al Al-Jazira de la Primera División de los Emiratos Árabes Unidos.
El recorte presupuestario ha dado como resultado que el Anzhi haya realizado una pésima temporada en la Liga Premier de Rusia 2013-2014. A principios de mayo de 2014, el equipo se encontraba en la última posición de la liga rusa, habiendo solo ganado 3 partidos y conseguido 20 puntos, lo que lo convierte en el último peor equipo clasificado en Europa y el 11 de mayo de 2014 se consumó el descenso de forma matemática a la Primera División Rusa para la temporada 2014-2015. Adicionalmente el 17 de mayo, el equipo fue multado por la UEFA con una cifra no determinada por infringir el ‘fair play’ financiero que había establecido la organización.
Finalmente, Kerimov vendió el club a Osman Kadiyev, expresidente del Dinamo Majachkalá el 28 de diciembre de 2016.

### Era Post-Kerimov hasta su desaparición (2016-2022)
Anzhi fue relegado de la Liga Premier de Rusia una vez más al final de la temporada 2017-18, perdiendo los playoffs de descenso ante el FC Yenisey Krasnoyarsk con un marcador global de 4-6. El 13 de junio de 2018, el FC Amkar Perm anunció que la Unión de Fútbol de Rusia retiró su licencia de la temporada 2018-19, haciéndola no elegible para disputar la Liga Premier de Rusia o la Primera División Rusa. Como consecuencia, Anzhi tomó el lugar de Amkar y no fue relegado.
El 15 de mayo de 2019, el director general del club, Absalutdin Agaragimov, anunció que el club no había obtenido la licencia de la Federación Rusa de Fútbol para la temporada 2019-20. El club tenía hasta fines de mayo para presentar una apelación. El 29 de mayo de 2019, el jefe del departamento de licencias de la Federación Rusa de Fútbol, Yevgeni Letin, anunció que Anzhi retraso la solicitud de apelación y, como resultado, no competirá en la Liga Nacional de Fútbol Rusa de segundo nivel en la temporada 2019-20. Tienen la opción de solicitar la licencia de la liga de fútbol profesional rusa de tercer nivel o posiblemente declararse en bancarrota.
El 26 de junio de 2019, Anzhi confirmó que habían recibido una licencia para jugar en la Liga de Fútbol Profesional de Rusia para la temporada 2019-20 y que aún no podían registrar nuevos jugadores debido a deudas pendientes. Su equipo 2019-20 incluía principalmente a los jugadores sub-20 que jugaron para su equipo juvenil en la temporada anterior, y la mayoría de los jugadores del primer equipo se mudaron a otros equipos profesionales, incluidos varios destacados (Yury Dyupin, Vladislav Kulik, Andrés Ponce) que permanecieron en la Premier League rusa.
El 3 de junio de 2022, la Unión Rusa de Fútbol confirmó su decisión de no otorgar al Anzhi la licencia necesaria para jugar en la Liga de Fútbol Profesional de Rusia. Su apelación no fue considerada ya que no se presentó de acuerdo con el procedimiento. Esto significó automáticamente la pérdida de la condición profesional. El club emitió un comunicado disculpándose con los fanáticos y expresando la esperanza de que el club pueda regresar "algún día". El último partido de la temporada y profesional de Anzhi se jugó el 5 de junio de 2022, en el cual ganó 4-0 contra el FC Rotor-2 Volgogrado.

## Uniforme
- Primera equipación: Camiseta verde, pantalón verde, medias verdes.
- Segunda equipación: Camiseta amarilla, pantalón negro, medias amarillas.